# Slaget vid Waterloo
Slaget vid Waterloo (franska: [watɛʁˈlo]) var ett fältslag som stod den 18 juni 1815 i Belgien mellan den franske kejsaren Napoleon på ena sidan, och Storbritannien, Preussen, Hannover, Braunschweig och Nederländerna på den andra. Napoleon besegrades vilket innebar slutet på Napoleonkrigen.

## Bakgrund
Efter sin hemkomst från Elba återtog Napoleon snabbt tronen i Frankrike, fördrev Ludvig XVIII och satte upp en ny armé. Han kunde snabbt rekrytera stora styrkor om flera hundra tusen man, men hans fiender gjorde likadant. Britterna och hannovrarna, under hertigen av Wellington, landsteg i nuvarande Belgien och fick förstärkningar av belgare och holländare. Preussare kom österifrån, liksom österrikare och ryssar. 
Napoleon var egentligen underlägsen, dock inte för tillfället, och beslöt sig för att utnyttja det. Han tog sin nya Armée du nord, med nästan 123 000 man, och marscherade norrut. Vid Ligny mötte han den 16 juni 1815 Blüchers preussiska armé på 117 000 man, och orsakade den svåra förluster samt fördrev den från slagfältet. Blücher själv var nära att tas tillfånga, men lyckades fly med kring 60 000 svårt medtagna soldater. 
Direkt efter slaget anfölls Napoleon av en brittisk kår vid Quatre-Bras, men marskalk Michel Ney lyckades driva bort den. Därefter beslöt sig Napoleon för att dela på styrkorna. Han skickade Emmanuel Grouchy med 33 000 man efter Blücher med order att hålla honom borta och besegra honom om möjligt. Tanken var att Blücher och Wellington skulle hållas åtskilda, så att Napoleon själv kunde besegra britterna i lugn och ro. Här började det slå fel. Efter kraftigt regn dagen innan hade den öppna slätten mellan den franska armén och höjden som Wellingtons armé grupperat sig på förvandlats till en lervälling. Napoleon insåg att det skulle försvåra en framryckning med infanteriet och i hopp om att morgonsolen skulle få marken att torka väntade han in i det sista. Dessutom skulle det försvåra för artilleriet, då man efter varje avlossad salva skulle behöva rikta om kanonerna, eftersom de skulle förflytta sig på det mjuka underlaget.

## Truppernas organisation
Tre arméer var inblandade i slaget: Napoleons Armée du Nord, en multinationell armé under Wellington och en preussisk armé under Blücher. Den franska armén på cirka 69 000 man bestod av 48 000 fotsoldater, 14 000 ryttare och 7 000 artillerister med 250 kanoner. Napoleon använde allmän värnplikt för att fylla leden på sin armé, men han rekryterade inte soldater för 1815 års fälttåg. Alla hans soldater var veteraner från åtminstone ett av hans fälttåg och återvände mer eller mindre frivilligt till sina fanor. Särskilt kavalleriets soldater var både många och skickliga, och inbegrep fjorton regementen av bepansrade tungt kavalleri och sju lansiärregementen.
Wellington hävdade att han själv hade "en ökänd armé, mycket svag och dåligt utrustad och en mycket oerfaren stab". Hans trupper bestod av 67 000 man: 50 000 fotsoldater, 11 000 ryttare och 6 000 artillerister med 150 kanoner. Av dessa var 25 000 från Storbritannien, med ytterligare 6 000 man från King’s German Legion (tyskar i exil i Storbritannien). Den brittiska arméns trupper var reguljära soldater, men endast 7 000 av dessa var krigsveteraner från Spanska självständighetskriget. Dessutom hade Wellington 17 000 holländska och belgiska soldater, 11 000 från Hannover, 6 000 från Braunschweig och 3 000 från hertigdömet Nassau. 

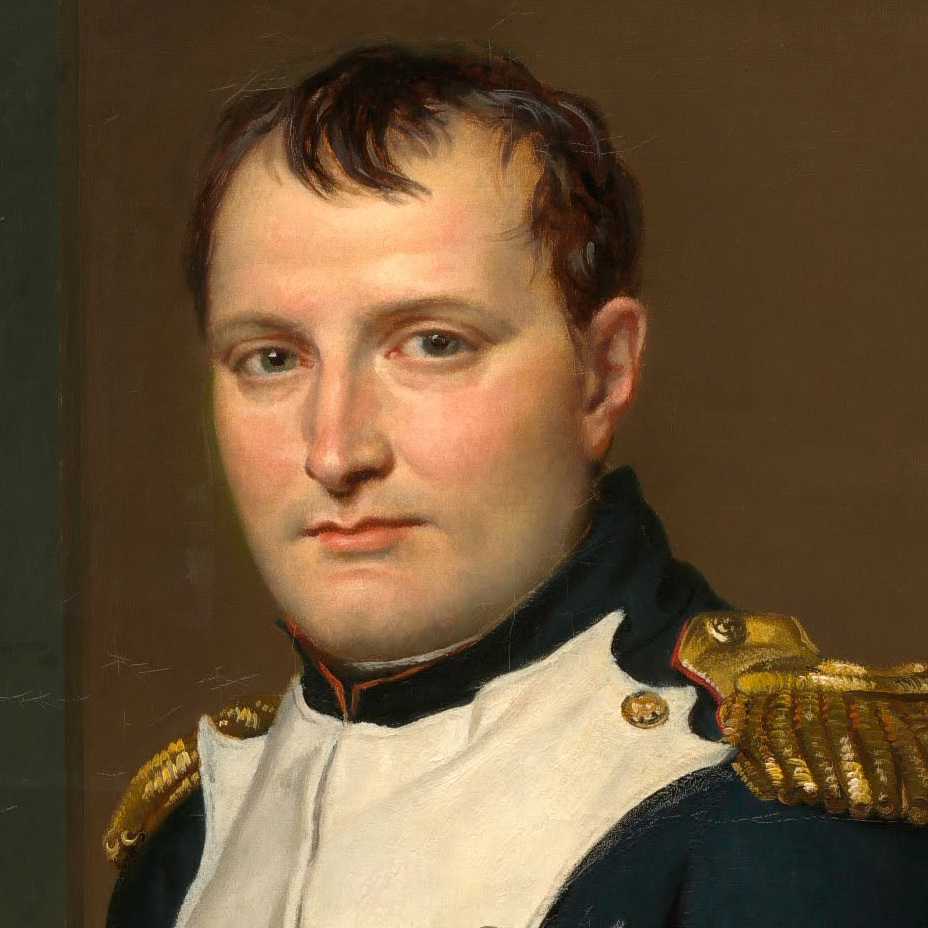
Napoleon Bonaparte.

Många av koalitionsarméernas soldater var oerfarna. Den nederländska armén hade återupprättats år 1815, efter Napoleons tidigare nederlag. Med undantag för de brittiska soldaterna och några från Hannover och Braunschweig som hade kämpat med den brittiska armén i Spanien hade många av dessa yrkessoldater i koalitionsarméerna tillbringat en del av sin tid i den franska armén eller i de allierades arméer under Napoleons regim. Wellington hade också brist på tungt kavalleri, då han bara hade sju brittiska och tre holländska regementen. Hertigen av York tog in många av sina stabsofficerare till Wellington, inklusive sin andreman, earlen av Uxbridge. Uxbridge kommenderade kavalleriet och hade carte blanche av Wellington att dirigera dessa styrkor efter eget behag. Wellington placerade ytterligare 17 000 soldater i Halle, 13 km västerut, och dessa var beordrade att inte delta i slaget, men skulle fungera som en reservställning om slaget skulle förloras. De bestod mestadels av holländska trupper under Vilhelm II:s yngre bror prins Fredrik av Nederländerna.
Den preussiska armén var mitt uppe i en omorganisation. Under 1815 var de tidigare reservregementena, legionerna och frikårerna från krigen 1813-1814 absorberade i linjeregementen, tillsammans med många Landwehr-(milis)regementen. Landwehrtrupperna var mestadels otränade och obeväpnade när de anlände till Belgien. Det preussiska kavalleriet var i ett liknande tillstånd. Dess artilleri var också omorganiserat och gav inte sitt bästa - kanoner och utrustning fortsatte att anlända under och efter slaget. Bortsett från dessa brister hade den preussiska armén ett utmärkt ledarskap i sin generalstab. Dessa officerare kom från fyra militärskolor som utvecklats för detta ändamål och de hade därmed arbetat för en gemensam utbildningsstandard. Detta system var i skarp kontrast till de motstridiga, oklara order som utfärdats av den franska armén. Denna stab säkerställde att tre fjärdedelar av den preussiska armén samlades till strid med 24 timmars varsel innan slaget vid Ligny. Efter Ligny kunde den preussiska armén, trots sitt nederlag, omstrukturera sin träng, omorganiserade sig och ingrep resolut på slagfältet vid Waterloo inom 48 timmar. Två och en halv preussisk armékår, eller 48 000 man, var inblandade vid Waterloo - två brigader under Friedrich von Bülow, befälhavaren för den fjärde kåren, anföll de Lobau kl. 16.30, medan Zietens första kår och delar av Georg von Pirchs andra kår kom runt kl. 18.00.

## Slagfältet

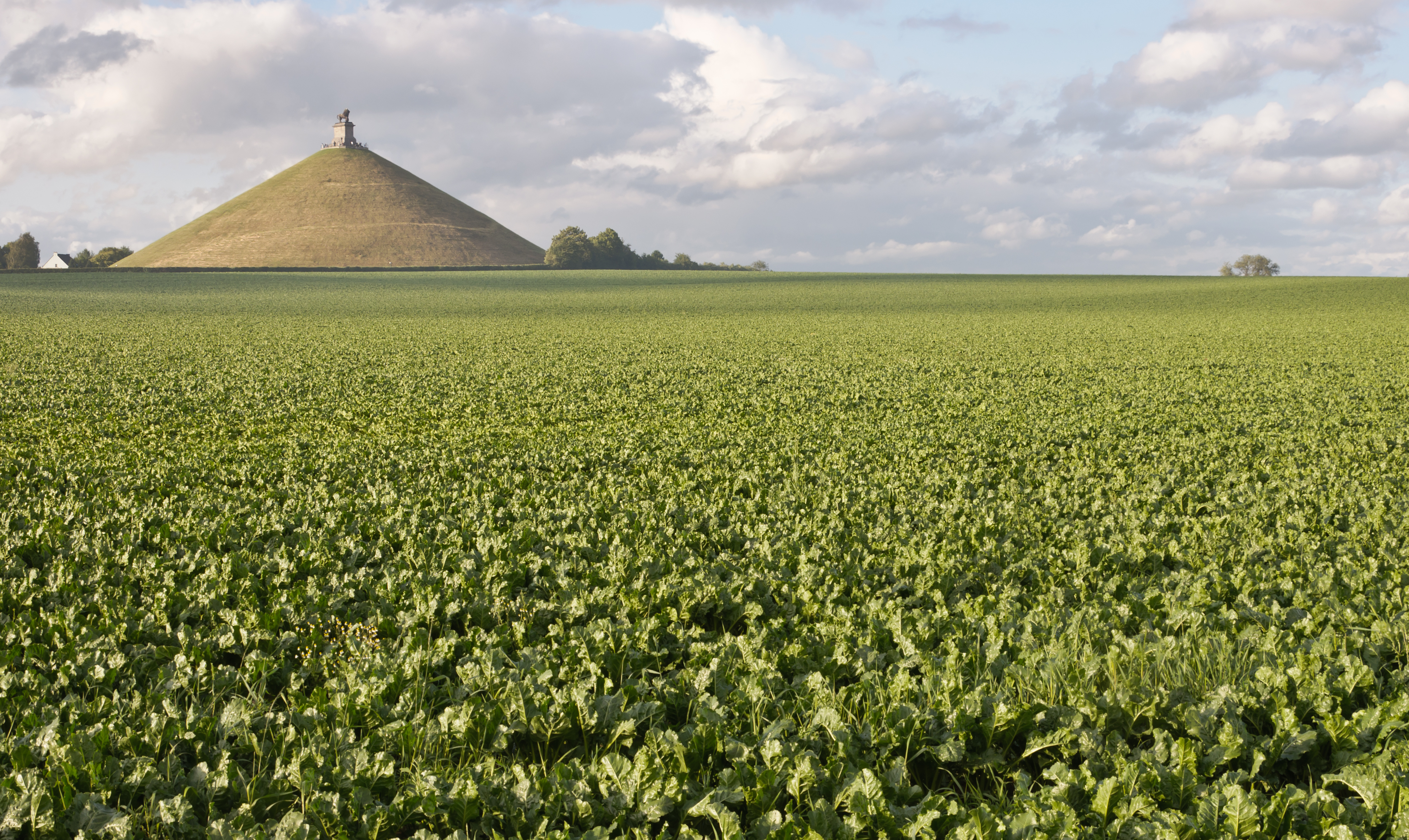
Den berömda Morne plaine (Dystra slätten) skildrad av Victor Hugo och Butte du Lion (Lejonkullen).

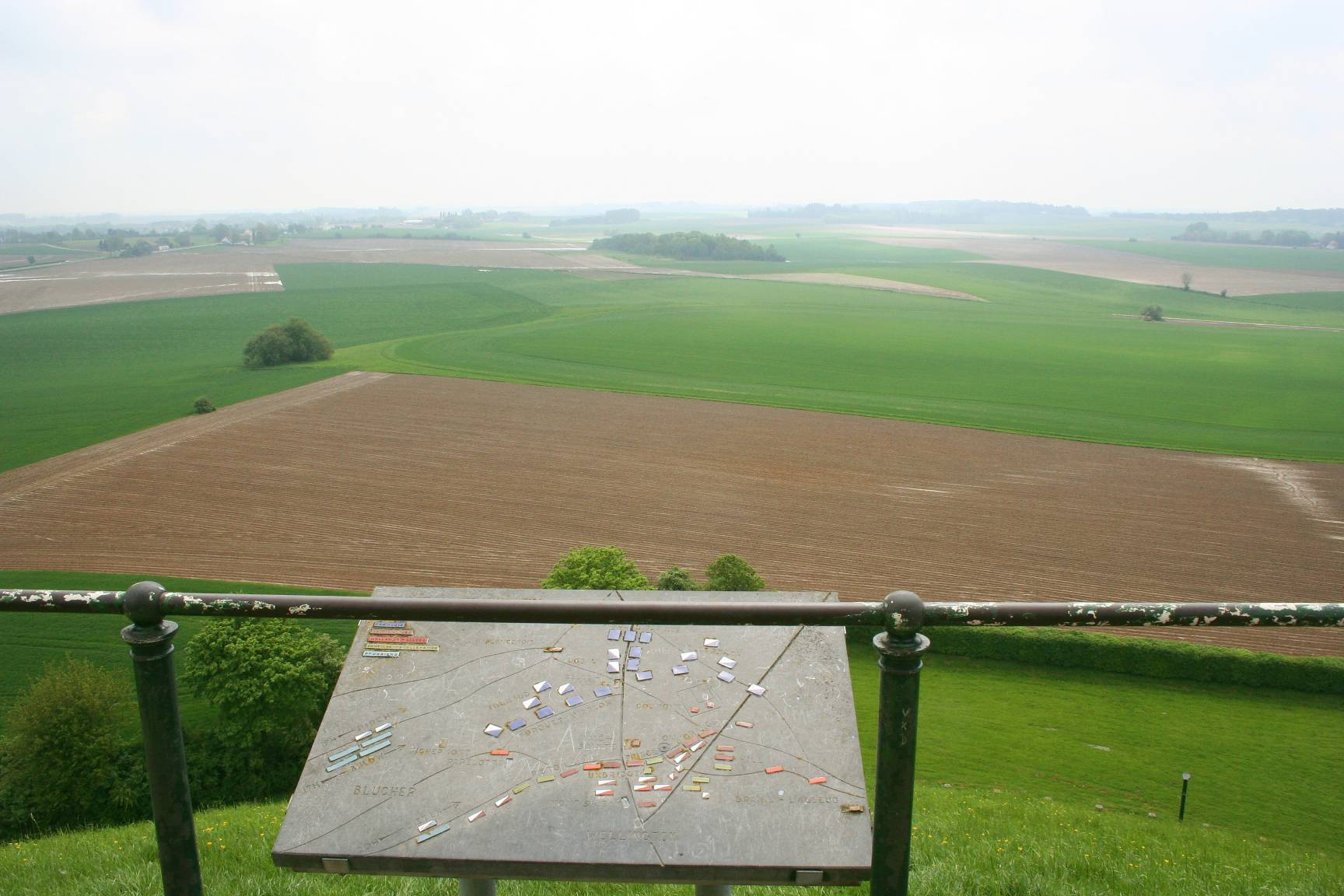
Utsikt över slagfältet. Bild från maj 2005.

Wellington hade valt en stark ställning vid Waterloo. Den bestod av en lång ås som sträckte sig i en öst-västlig riktning, vinkelrätt mot, och delas av, huvudvägen till Bryssel. Längs krönet av åsen löpte en djup hålväg mot staden Ohain. Nära korsningen med Brysselvägen låg en stor alm som låg ungefär i mitten av Wellingtons ställning och fungerade som hans postering. Wellington utplacerade infanteriets huvudstyrka i en linje precis bakom åsens krön efter Ohainvägen. Wellington, som använde åsens baksida som han hade gjort i flera tidigare strider, dolde sin styrka från de franska trupperna, med undantag av jägare och artilleri. Frontens längd av slagfältet var 4 km, vilket var relativt kort.
Framför åsen fanns tre ställningar som kunde befästas. På den yttersta högerflygeln låg herrgården och fruktträdgården Hougoumont. Detta var ett stort och välbyggt hus, tidigare dolt bland massa träd. Huset vette norrut längs en bevuxen hålväg, och längst till vänster låg den lilla byn Papelotte. Både Hougoumont och Papelotte befästes och besattes, och som därmed förankrade Wellingtons flanker ordentligt. Papelotte behärskade också vägen till Wavre vilken preussarna skulle använda för att skicka förstärkningar till Wellingtons ställning. På den västra sidan av huvudvägen, och framför resten av Wellingtons linje, låg bondgården och fruktträdgården La Haye Sainte, som besattes med 400 lätta infanterister från King’s German Legion. På den motsatta sidan av vägen låg ett nedlagt sandbrott, där man placerade prickskyttar från 95th Rifles. Denna ställning utgjorde ett formidabelt hot mot angriparna. Varje försök att vända Wellingtons högerflygel skulle innebära en stormning mot den förankrade Hougoumont ställningen; varje angrepp på hans högra center skulle innebära att angriparna måste marschera mellan flankeld från Hougoumont och La Haye Sainte. Till vänster skulle varje attack också få flankeld från La Haye Sainte och dess närliggande sandgrop, och varje försök att vända vänsterflygeln skulle innebära strider genom Papelottes gator och häckar, samt vissa våtmarker. 
Den franska armén formerades på sluttningarna av en annan ås i söder. Napoleon kunde inte se Wellingtons ställning, men anade var huvudstyrkan fanns efter artilleriets placering, så han drog sina styrkor upp symmetriskt kring Brysselvägen. Till höger stod den första kåren under d'Erlon med 16 000 fotsoldater och 1 500 ryttare, plus en kavallerireserv på 4 700 man. Till vänster stod den andra kåren under Reille med 13 000 fotsoldater och 1 300 ryttare, och en kavallerireserv på 4 600 man. I mitten om vägen söder om värdshuset La Belle Alliance stod en reserv som bestod av Lobaus fjärde kår med 6 000 man, 13 000 fotsoldater av det franska kejserliga gardet och en kavallerireserv på 2 000 man. I den högra bakre delen av den franska ställningen låg den stora byn Plancenoit, och längst till höger låg skogen Bois de Paris. Napoleon ledde först sina styrkor från bondgården Rossomme, där han kunde se hela slagfältet, men flyttade till en plats nära La Belle Alliance tidigt på eftermiddagen. Befälet på slagfältet delegerades till marskalk Ney.

## Slaget

### Förberedelser inför slaget
Wellington steg upp runt kl. 02:00 eller 03:00 den 18 juni, och skrev brev till gryningen. Han hade tidigare skrivit ett brev till Blücher, där han bekräftade att han skulle gå till strid vid Mont-Saint-Jean om Blücher kunde förse honom med minst en armékår, annars skulle han dra sig tillbaka mot Bryssel. Vid ett sent nattrådslag hade Blüchers stabschef, August von Gneisenau, varit skeptisk mot Wellingtons strategi, men Blücher övertalade honom att de skulle marschera och gå med Wellingtons armé. På morgonen fick Wellington svar från Blücher som lovade att stödja honom med tre armékårer. Från kl. 06:00 var Wellington på fältet och bevakade utplaceringen av trupperna. Vid Wavre var den fjärde preussiska kåren under Bülow utsedd att ta täten i marschen till Waterloo, då den var i bäst form och inte varit inblandad i slaget vid Ligny, ett slag som slutade med en preussisk reträtt. Trots att de inte hade lidit förluster hade den fjärde kåren marscherat i två dagar och skyddat reträtten för de tre övriga kårerna inom den preussiska armén från Lignys slagfält. Dessa hade posterats längst bort från slagfältet, och deras framryckning var mycket långsam. Vägarna var i dåligt skick efter nattens kraftiga regn, och Bülows män var tvungna att passera genom Wavres trånga gator och flytta upp 88 artilleripjäser. Det blev inte bättre av att en brand bröt ut i Wavre och blockerade flera gator längs Bülows planerade marschväg. Den sista delen av kåren påbörjade marschen först kl. 10:00 och låg sex timmar efter täten. Bülows män följdes till Waterloo först av den första kåren och sedan av den andra kåren. 

Karta över slaget, som visar fransmännens (de blåa), britternas (de röda) och preussarnas (de gråa) krigsrörelser och anfall.

Napoleon åt frukost i Le Caillou, huset där han hade tillbringat natten. När Soult föreslog att Grouchy borde kallas tillbaka för att ansluta sig med huvudarmén svarade Napoleon: "Bara för att ni alla har blivit slagna av Wellington tror ni att han är en bra general. Jag säger er, Wellington är en usel general, engelsmännen är dåliga soldater och detta ärende är inget annat än att äta frukost". Men Napoleons förvånansvärt hårda uttalanden bör inte tas bokstavligt, med tanke på enligt kejsarens maxim att "i krig är moralen allt" och att det alltid är fel att ge beröm till fienden eftersom det skulle minska den egna sidans moral. Han fick senare höra av sin bror, Jérôme, om något rykte uppsnappat från en servitör mellan brittiska officerare som åt lunch i värdshuset "King of Spain" i Genappe om att preussarna skulle marschera förbi från Wavre. Napoleon förklarade att preussarna skulle behöva minst två dagar på att återhämta sig och att Grouchy skulle ta hand om dem. Överraskande nog hade de franska befälhavare (som struntade i Jérômes rykte) närvarande vid förstridskonferensen i Le Caillou inga underrättelser om preussarnas oroande närvaro och anade inte att Blüchers män skulle anlända till slagfältet bara fem timmar senare. 
Napoleon hade fördröjt början av striden på grund av den gyttjiga marken, vilket skulle ha gjort det svårt att manövrera kavalleri och artilleri. Dessutom hade många av hans styrkor bivackerat söder om La Belle Alliance. Kl. 10:00, som svar på ett meddelande han fått från Grouchy sex timmar tidigare, skickade han ett svar och beordrade Grouchy att "ta sig till Wavre [norr om Grouchy] för att få dem att närma oss [väster om Grouchy]" och sedan få preussarna att komma fram till Waterloo "så snart som möjligt". 
Vid kl. 11:00 utarbetade Napoleon sina väsentliga order: Reilles kår till vänster och d'Erlons kår till höger skulle angripa byn Mont-Saint-Jean och hålla jämna steg med varandra. Denna order antog att Wellingtons tyngdpunkt låg i byn, snarare än på den mer främre ställningen på åsen. För att möjliggöra detta skulle Jeromes avdelning göra ett angrepp mot Hougoumont, som Napoleon förväntade sig skulle dra fram Wellingtons reservtrupper, då dess förlust skulle hota Wellingtons kommunikationer. Ett batteri av reservartilleriet från den första, andra och fjärde kåren skulle sedan bombardera Wellingtons centrala ställning från cirka kl. 13:00. d'Erlons kår skulle sedan angripa Wellingtons vänsterflygel, genombryta den och rulla upp hans linje från öst till väst. Napoleon skrev i sina memoarer om att hans avsikt var att separera Wellingtons armé från preussarna och knuffa dem tillbaka mot havet.

### Hougoumont
Historikern Andrew Roberts konstaterar att "Det är ett märkligt faktum om slaget vid Waterloo att ingen är helt säker på när det faktiskt började". Enligt Wellingtons skrivelse inleddes ”vid tiotiden ett rasande angrepp på vår postering vid Hougoumont". Andra källor uppger att angreppet började runt kl. 11:30. Huset och dess närmaste omgivning försvarades av fyra lätta gardekompanier, och skogen och trädgården av hannoverska jägare och en bataljon från Nassau. Det första angreppet från Bauduins brigad tömde skogen och trädgården på britter, men drevs tillbaka av intensiv brittisk artillerield, som kostade Bauduin hans liv. Medan de brittiska kanonerna var distraherade av en duell med franskt artilleri gjordes ett ytterligare angrepp av Soyes brigad och tack vare Bauduins insats lyckades nå husets norra port. Några franska trupper lyckades komma in på dess gård, men tillintetgjordes och porten säkrades på nytt. Den 2:a Coldstream Guards och 2/3:e Scots Guards anlände sedan och slog tillbaka angreppet.
Striderna fortsatte runt Hougoumont under hela eftermiddagen. Omgivningarna kryllade av franska fotsoldater, och samordnade angrepp gjordes mot trupperna bakom Hougoumont. Wellingtons armé försvarade huset och hålvägen på dess norra sida. På eftermiddagen beordrade Napoleon själv att huset skulle omringas för att sätta det i brand, vilket ledde till att allt förutom kapellet blev förintat. Du Plats brigad från King’s German Legion togs fram för att försvara hålvägen, vilket de fick göra utan högre officerare. De blev så småningom hjälpta av 71:e Foot. Adams brigad fick ytterligare förstärkning av Hugh Halketts tredje hannoverska brigad, som framgångsrikt slog tillbaka Reilles infanteri- och kavalleriangrepp. Hougoumont höll ut till slutet av slaget.
Striderna vid Hougoumont har ofta karakteriserats som en avledande offensiv för att dra in Wellingtons reservtrupper som eskalerade till en heldagsstrid och som istället drog in franska reservtrupper. I själva verket finns skäl att tro att både Napoleon och Wellington ansåg att kontrollen av Hougoumont var nyckeln till att vinna slaget. Hougoumont var en del av slagfältet som Napoleon kunde se mycket tydligt, och han fortsatte att skicka förstärkningar till den och dess omgivning under hela eftermiddagen (sammanlagt 14 000 soldater uppdelade i 33 bataljoner). Likaledes, trots att huset aldrig innehöll ett stort antal soldater, sände Wellington dit 21 bataljoner (sammanlagt 12 000 soldater) under eftermiddagen för att försvara hålvägen för att göra det möjligt för nya trupper och ammunition att nå byggnaderna. Han flyttade flera artilleribatterier från den hårt pressade centern för att stödja Hougoumont, och konstaterade senare att "slagets framgång vändes med stängningen av Hougoumonts portar".

### Det franska infanteriets anfall

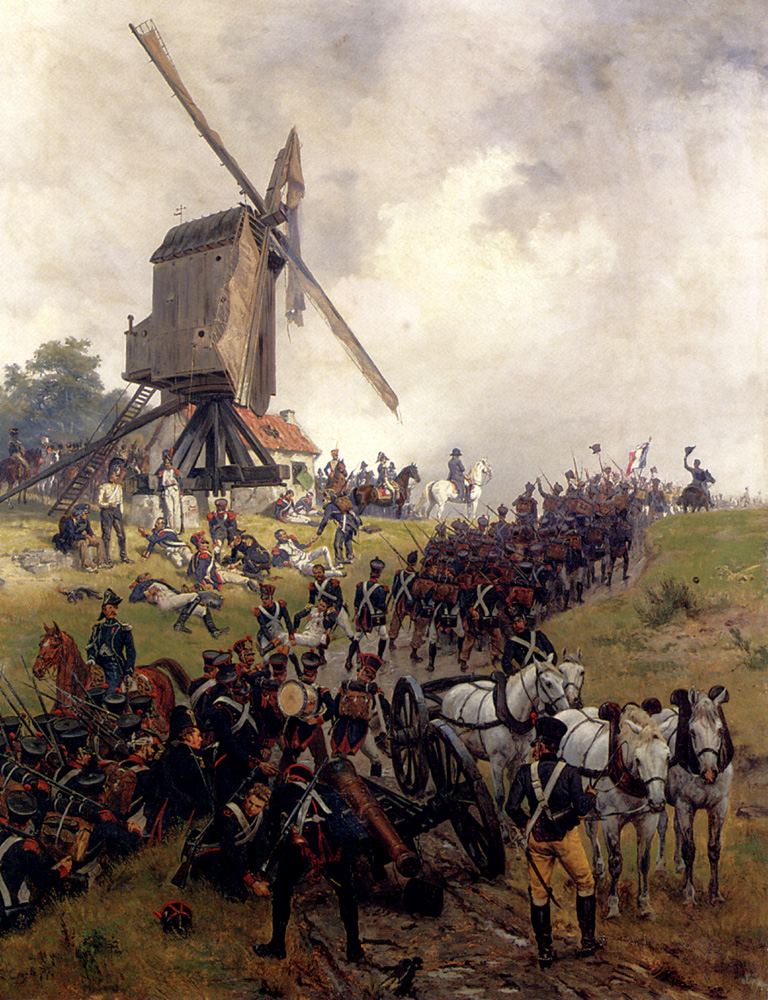
Franskt infanteri under framryckning.

Napoleons 80 kanoner inom Grande Batterie var grupperade i centern. De öppnade eld vid kl. 11:50, enligt Lord Hill (befälhavare för den anglo-allierade andra kåren), medan andra källor angivit tidpunkter mellan morgonen och kl. 13:30. Grande Batterie sköt på för långt håll för att vara träffsäkert, och de enda övriga trupperna som de kunde se var småstrider mellan Kempts och Packs regementen, och Perponchers andra holländska avdelning (de övriga trupperna utgjorde Wellingtons karakteristiska "försvar med omvänd lutning"). Men beskjutningen orsakade ett stort antal dödsoffer. Även om vissa projektiler begravde sig i den mjuka marken träffades de flesta på åsens baksida. Beskjutningen tvingade kavalleriet inom Union Brigade (i den tredje linjen) att flytta västerut, liksom Scots Greys, för att förhindra fler förluster . 
Vid ungefär kl. 13:00 fick Napoleon syn på de första preussiska kolonnerna runt byn Lasne-Chapelle-Saint-Lambert, tre marschtimmar bort från hans högra flygel. Napoleons reaktion blev att få marskalk Soult att skicka ett bud till Grouchy och beordra honom att komma till slagfältet och anfalla de ankommande preussarna. Men Grouchy hade verkställt Napoleons tidigare order att förfölja preussarna "med ditt svärd mot hans rygg" mot Wavre, och var då för långt bort för att nå Waterloo. Grouchy fick direktivet av sin underordnade, Gérard, att "marschera till kanonernas ljud", men han följde sina order och angrep den tredje preussiska kårens eftertrupp under befäl av generallöjtnant Johann von Thielmann i slaget vid Wavre. Dessutom anlände inte Soults brev till Grouchy, där han beordrade Grouchy att snabbt gå med Napoleon och anfalla Bülows trupper, förrän efter kl. 18:00.
Lite efter kl. 13:00 började den första kåren sitt anfall. d'Erlon, liksom Ney, hade stridit mot Wellington i Spanien, och var medveten om den brittiska befälhavarens framgångsrika taktik att använda samlade musketörer som med kort avstånd skulle driva bort infanterikolonner. Istället för att använda de vanliga nio man djupa franska kolonnerna utplacerade à jour med varandra skulle varje avdelning rycka fram i täta bataljonslinjer bakom varandra. Detta tillät dem att koncentrera sin eldgivning, men det gav inte utrymme för dem att ändra formation.
Formationen var inledningsvis slagkraftig. Dess yttersta västra avdelning, under François-Xavier Donzelot, ryckte fram mot La Haye Sainte. Medan en bataljon stred mot försvararna framifrån flankerade de följande bataljonerna ut till endera sidan och, med stöd från flera kyrassiärskvadroner, lyckades de isolera bondgården. Vilhelm II såg att La Haye Sainte hade inhägnats och försökte förstärka den genom att skicka fram en linjebataljon från Hannover-Lüneburg. Kyrassiärer gömda i en sänka slog ut den på några minuter, och red sedan vidare förbi La Haye Sainte nästan till krönet av åsen, där de bevakade d'Erlons västra flygel medan hans anfall eskalerades. 

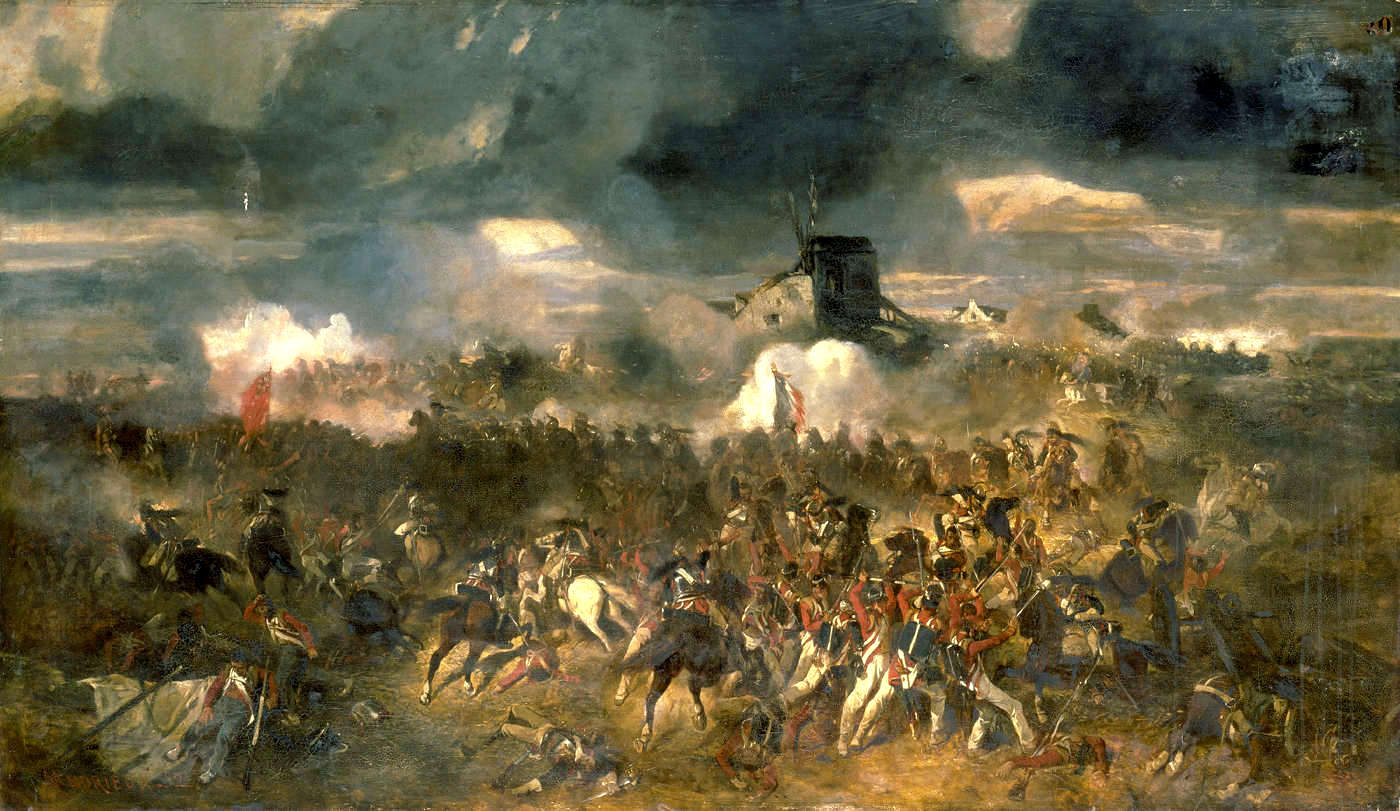
Slaget vid Waterloo. Målning av Clément-Auguste Andrieux.

Vid kl. 13:30 började d'Erlons tre övriga avdelningar rycka fram, cirka 14 000 män över en front på cirka 1 km mot Wellingtons vänsterflygel. Vid deras målpunkt stod de mot 6 000 män: den första linjen bestod av den första holländska Bijlandtbrigaden av den andra holländska avdelningen, flankerad på vardera sidan av de brittiska regementena Kempt och Pack. Den andra linjen bestod av brittiska och hannoverska trupper under Thomas Picton, som låg i skydd bakom åsen. Alla hade drabbats hårt vid Quatre Bras. Dessutom hade Bylandtbrigaden fått order om att fördela sina jägare på hålvägen och på den främre sluttningen. Resten av brigaden tog betäckning precis bakom vägen. 
Just när dessa jägare återförenades med sina överordnade bataljoner beordrades brigaden att stå upp och börja besvara elden. Till vänster om brigaden, där den sjunde holländska milisen stod, "hade några soldater skjutits ner och därmed uppstod en lucka i linjen”. Bataljonen hade inga reservtrupper och kunde inte stänga luckan. d'Erlons trupper tog sig igenom denna lucka och de återstående bataljonerna inom Bylantbrigaden (den åttonde holländska milisen och den sjunde belgiska linjebataljonen) tvingades att retirera till den femte holländska milisens ställning, som stod som reserv mellan Pictons trupper, cirka 100 fotsteg bakåt. Där omgrupperades de under befäl av överste Van Zuylen van Nijevelt. Ett ögonblick senare beordrade Vilhelm II en motattack, vilken genomfördes cirka 10 minuter senare. Bylandt sårades och drogs bort från fältet, och gav befälet över brigaden till överstelöjtnant De Jongh. 
Under tiden började d'Erlons män ta sig upp för sluttningen, och när de gjorde det ställde sig Pictons män upp och öppnade eld. Det franska infanteriet besvarade elden och pressade de brittiska trupperna. Trots att anfallet vacklade i mitten började linjen framför d'Erlon's vänsterflygel att bryta samman. Picton dödades efter att han gav order om motattacken och de brittiska och hannoveranska trupperna började också ge vika.

### Det brittiska kavalleriets stormning

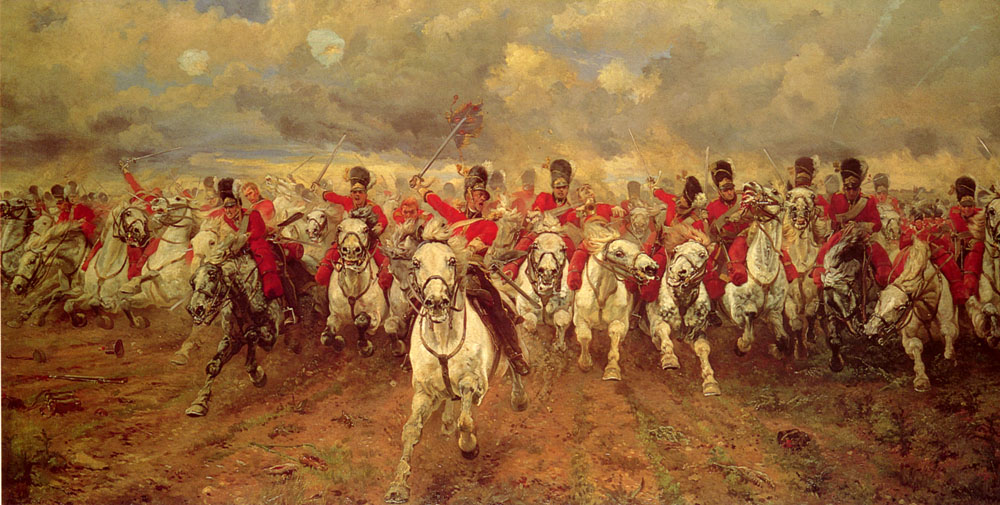
Scots Greys stormning under slaget vid Waterloo.

Vid denna avgörande tidpunkt beordrade Uxbridge sina två brigader tungt brittiskt kavalleri, som formerades osedda bakom åsen, att storma de franska trupperna för att stödja det hårt ansatta infanteriet. Den första brigaden, även kallad ”Household brigade”, under befäl av generalmajor Lord Edward Somerset, bestod av garderegementen: det första och andra livgardet, Royal Horse Guards (The Blues) och det första King’s Dragoon Guards. Den andra brigaden, även kallad ”Union brigade”, under befäl av generalmajor sir William Ponsonby, fick sitt namn eftersom den bestod av ett engelskt, det första (The Royals), ett skotskt, det andra ('Scots Greys'), och ett Irländskt, det sjätte (Inniskilling) tungt dragonregemente. Mer än 20 års krigföring hade förbrukat antalet lämpligt kavalleri som fanns tillgängligt på den europeiska kontinenten, vilket ledde till att när det brittiska tunga kavalleriet deltog i fälttåget 1815 var dessa de finaste hästarna av alla europeiska kavalleritrupper. De fick också en utmärkt utbildning i hästsvärdsfäktning. De var dock sämre på att manövrera i stora formationer än det franska kavalleriet, och till skillnad från infanteriet hade de bara lite krigserfarenhet. Enligt Wellington hade de bara begränsad taktisk duglighet respektive begränsat sunt förnuft. De två brigaderna hade en kombinerad fältstyrka på cirka 2 000 (med en total styrka på 2 651) man. Dessa stormade med Uxbridge och ett alltför litet antal skvadroner hölls som reserv. Det finns bevis på att Uxbridge gav en order, på morgonen under slaget, till samtliga kavalleribrigadofficerare om att utföra sina befallningar på eget initiativ, då kanske direkta order från honom själv inte alltid skulle vara tillmötesgående, och för att "stödja rörelserna till deras front". Det verkade som att Uxbridge förväntade sig att Sir John Ormsby Vandeleurs, Hussey Vivians och det holländska kavalleriets brigader skulle ge understöd till det brittiska tunga kavalleriet. Uxbridge ångrade senare när han personligen tog befälet över stormningen och yttrade: "jag har begått ett stort misstag", när han borde ha arrangerat en tillräckligt stor reserv för att gå vidare som understöd. 
Household brigade korsade den allierade ställningens krön och stormade nerför backen. De kyrassiärer som skyddade d'Erlons vänsterflygel var fortfarande skingrade, och blev således sopade över den djupt sjunkna huvudvägen och tog sedan tillflykten. Hålvägen fungerade som en fälla; den avledde det franska kavalleriets flygning till sin egen högerflygel och bort från det brittiska kavalleriet. Några av dessa kyrassiärer blev instängda av hålvägens branta sidor, och med ett flertal förvirrade franska fotsoldater framför dem blev de beskjutna av 95th Rifles från vägens norra sida, medan de bakifrån blev pressade av Somersets tunga kavalleri. Under deras fortsatta anfall förintade Household brigades västra skvadroner Aulards brigad. Men trots upprepade försök att återkalla dem fortsatte de förbi La Haye Sainte och befann sig längst ned i kullen inför Schmitzs brigad uppställda i fyrkantiga formationer.
Till Union brigades västra sida blev de plötsligt röjda genom infanterilinjerna (vilket gav upphov till legenden om att en del av det 92:e Gordon Highland Regiment hängde på deras stigbyglar och följde med dem i deras stormning).  Från mitten åt vänster förintade Royal Dragoons Bourgeois' brigad, och erövrade det 105:e Lignes örn. De irländska Inniskillings drev bort Quoits avdelnings andra brigad, och de skotska Greys förintade det mesta av Noguès brigad, och erövrade det 45:e Lignes örn. På Wellingtons yttersta vänsterflygel hade Pierre François Joseph Duruttes avdelning tid att inta fyrkantsformationer och avvärja Greysryttarna. Precis som med Householdkavalleriet hade Royals och Inniskillings officerare mycket svårt att hålla tillbaka sina trupper, som förlorade all sammanhållning. James Hamilton, befälhavare för Greys (som var tänkt att utgöras som reserv) beordrade en fortsättning av stormningen till det franska grande batterie. Trots att Greys varken hade tid eller medel för att oskadliggöra kanonerna eller bära bort dem satte de ett flertal kanoner ur funktion, då dess artillerister nedgjordes eller jagades bort från slagfältet. 
Napoleon svarade snabbt med att beordra en motattack av kyrassiärbrigaderna Farine och Travers och Jaquinots två Chevau-Leger- (lansiär) regementen inom den första kårens lätta kavalleriavdelning. Det brittiska kavalleriet led stora förluster efter detta anfall. Samtliga angivna antal för kavalleribrigadernas förluster som ett resultat av denna stormning är endast uppskattningar, då förlusterna bara blev bokförda efter stridsdagen och då avsåg hela slaget. Vissa historiker tror att de formella skrifterna tenderar att överskatta antalet ryttare närvarande i sina skvadroner på slagfältet och att motsvarande förluster resulterade ett betydligt högre värde än vad siffrorna på skrifterna kan antyda. Många officerare och soldater inom Union brigade dödades (inklusive dess befälhavare, William Ponsonby, och överste Hamilton av Scots Greys) eller sårades. Det andra livgardet och King’s Dragoon Guards av Household brigade förlorade också många man (med överste Fuller, befälhavaren för King’s Dragoon Guards, dödad). Men det första livgardet, längst till höger om stormningen, och Blues, som bildade en reserv, behöll sin sammanhållning och drabbades följaktligen av betydligt färre förluster. En motattack, av brittiska lätta dragoner under generalmajor Vandeleur och holländsk-belgiska lätta dragoner och husarer under generalmajor Ghigny på den vänstra flygeln och holländsk-belgiska karabinjärer under generalmajor Trip på centern, slog tillbaka det franska kavalleriet. 

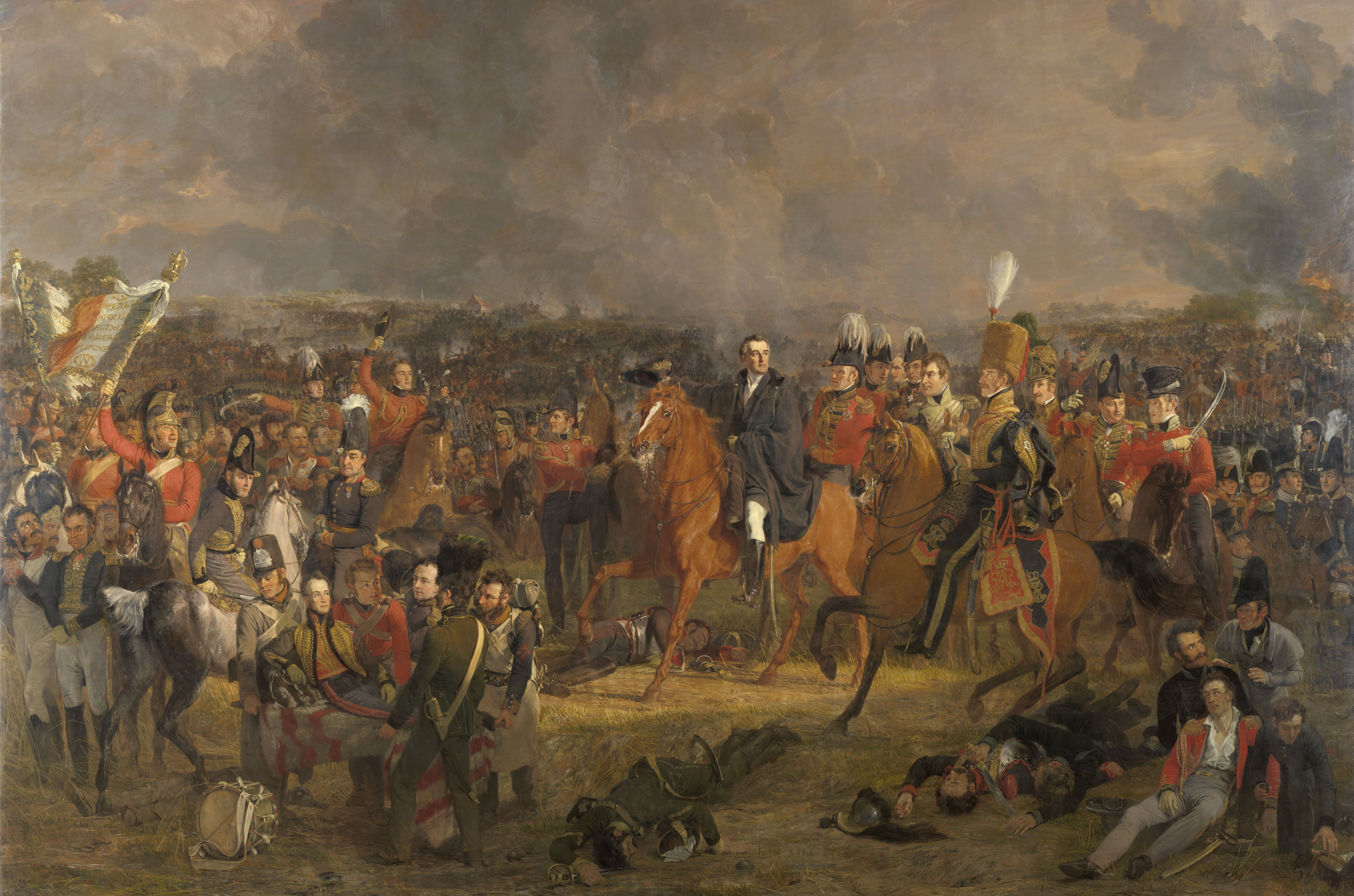
Jan Willem Pieneman: Slaget vid Waterloo (1824, detalj). Målning över hertigen av Wellington och earlen av Uxbridge med Vilhelm II av Nederländerna som förs bort från striden efter en skottskada.

Många populära historier tyder på att det brittiska tunga kavalleriet, som en praktisk styrka, blev fördärvat efter deras första, breda stormning. Men enligt undersökningar från ögonvittnesskildringar visar dock att de var långt ifrån odugliga och de fortsatte att ge mycket värdefullt bistånd. De motattackerade det franska kavalleriet ett flertal gånger (båda brigaderna), hejdade ett kombinerat kavalleri- och infanterianfall (endast Household brigade) , användes för att stärka moralen hos deras angränsande enheter under kristider och fyllde luckorna i den anglo-allierade stridslinjen orsakat av höga förluster under infanteriets formationer (båda brigaderna). Detta bistånd verkställdes till ett mycket stort pris, då närstrid med det franska kavalleriet, skott från karbiner, musketörer och särskilt artilleriet stadigt urholkade antalet ryttare i båda brigaderna. Under slagets slut kunde de två brigaderna endast uppbåda en skvadron. 
Cirka 20 000 franska trupper deltog i detta anfall. Dess bakslag kostade Napoleon inte bara många förluster – 3 000 man tillfångatogs – utan också dyrbar tid då preussarna nu började dyka upp på slagfältet till höger om honom. Napoleon skickade sin reserv, Lobaus fjärde kår och två kavalleriavdelningar, cirka 15 000 soldater, för att hålla dem tillbaka. Nu hade Napoleon skickat ut alla sina infanterireserver, förutom sitt kejserliga garde, och han var nu tvungen att besegra Wellington inte bara snabbt, utan också med underlägsna trupper.

### Det franska kavalleriets anfall

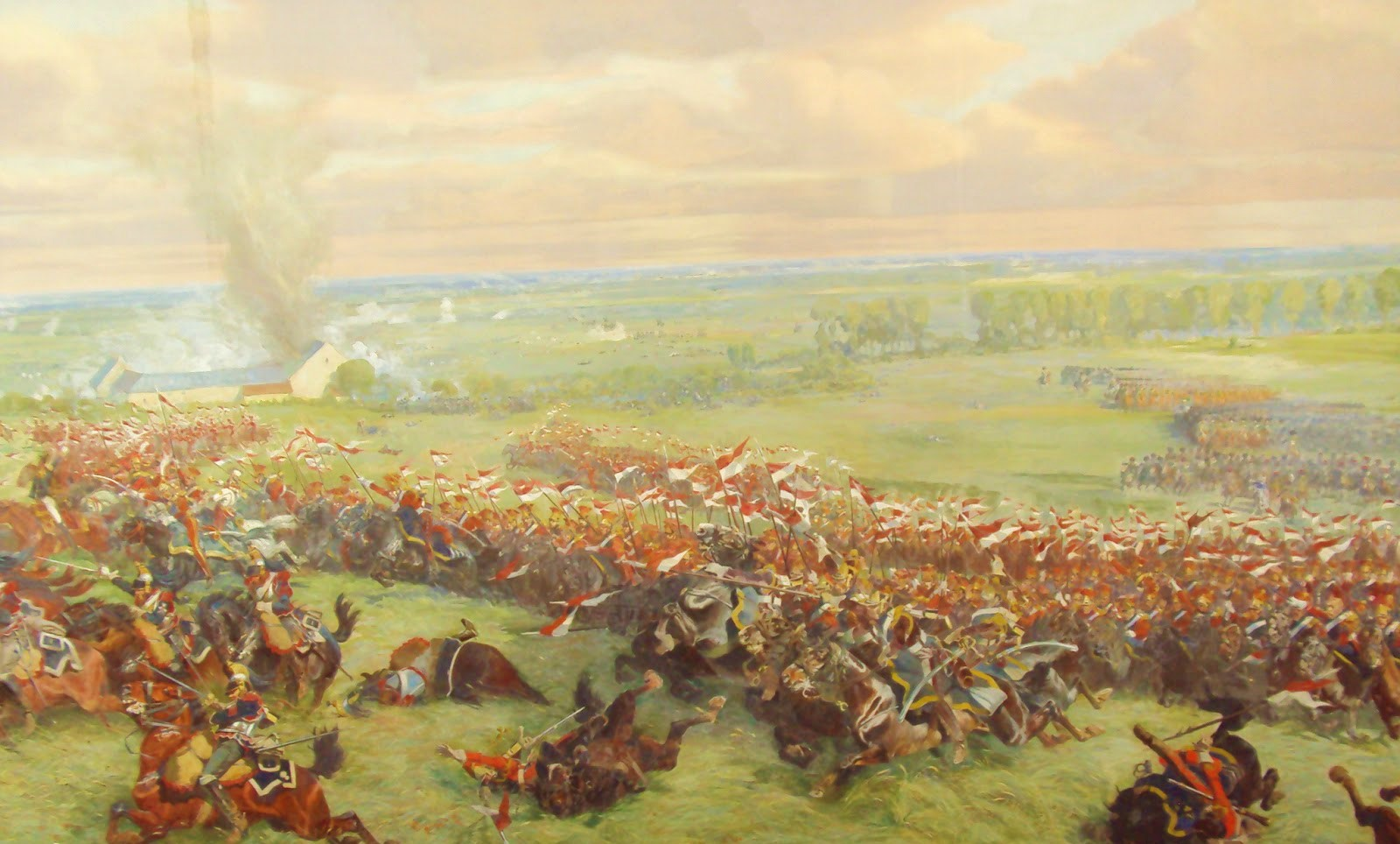
Det franska kejserliga gardets kavalleri stormar de brittiska trupperna.

Lite före kl. 16:00 hade Ney observerat en skenbar avmarsch från Wellingtons center. Han misstog förlusternas förflyttning på baksidan som början av en reträtt, och försökte att dra nytta av det. Efter d'Erlons kårs nederlag hade Ney några få infanterireserver kvar, eftersom de flesta av infanteriet skickades antingen ut till det obetydliga anfallet mot Hougoumont eller försvaret av den franska högerflygeln. Ney försökte därför att krossa Wellingtons center med endast sitt kavalleri. Tidigare hade Milhauds reservkavallerikår, bestående av kyrassiärer och Lefebvre-Desnoëttes’ lätta kavalleriavdelning av det franska kejserliga gardet, cirka 4 800 sabelryttare, skickats ut. När dessa blev tillbakaslagna samlades Kellermanns tunga kavallerikår och Guyots tunga gardekavalleri till anfallet, totalt cirka 9 000 ryttare uppdelade i 67 skvadroner. 
Wellingtons infanteri besvarade detta genom att bilda fyrkanter (ihåliga lådformationer fyra rader djupa). Fyrkanterna var mycket mindre än de vanliga skildringarna av slaget via målningar – en bataljonfyrkant bestående av 500 man skulle inte ha varit mer än 18 meter i längd på en sida. Fyrkanter, som var sårbara för artilleri eller infanteri, som stod fast var livsfarliga för kavalleri, eftersom de inte kunde omringas och för att hästarna inte kunde storma ett bajonetthinder. Wellington beordrade sina artillerister att ta betäckning i dessa fyrkanter när kavalleriet närmade sig, och att återvända till sina kanoner och återuppta sin beskjutning medan ryttarna retirerade. Enligt vittnen från det brittiska infanteriet räknade man in så många som 12 anfall, även om detta förmodligen omfattar successiva vågor av samma huvudangrepp; antalet huvudangrepp var utan tvekan betydligt färre. Kellermann, som erkände de meningslösa angreppen, försökte hindra Carabiniers-à-Cheval-brigaden från att gå in, men så småningom fick Ney syn på dem och insisterade på att de också skulle delta i striden.

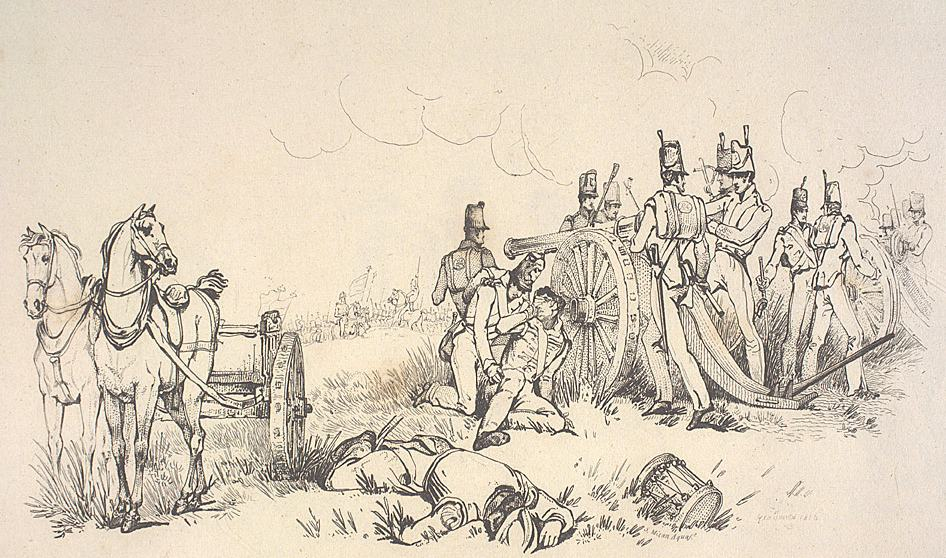
Artilleriet under slaget vid Waterloo. Ritning av George Jones.

I huvudsak förlitade sig detta slags samlade kavallerianfall nästan helt på psykologisk chock som effekt. Närstående artilleristöd kan besvära infanterifyrkanter och låta kavalleriet penetrera dessa; men vid Waterloo var samarbetet mellan det franska kavalleriet och artilleriet inte så imponerande. Det franska artilleriet fick inte tillräckligt många anglo-allierade trupper som måltavlor för att göra ett avgörande. Artillerield mellan stormningarna medförde förluster, men de flesta av deras kulor var på relativt långt räckvidd och var ofta indirekt, på deras mål bortom åsen. Om angripna fotsoldater höll fast vid sina fyrkantiga defensiva formationer, och inte greps av panik, kunde kavalleriet på egen hand göra väldigt lite skador på dem. De franska kavallerianfallen drevs tillbaka upprepade gånger av de tålmodiga infanterifyrkanterna, och det franska kavalleriet ryggade tillbaka nerför sluttningen för att omgruppera sig, samtidigt som de blev beskjutna av det brittiska artilleriet, och av Wellingtons lätta kavalleriregementens avgörande motanfall, som bestod av den holländska tunga kavalleribrigaden och Householdkavalleriets återstående ryttare. Minst en artilleriofficer lydde inte Wellingtons order om att söka skydd i de angränsande fyrkanterna under stormningarna. Kapten Mercer, som tog befälet över “G” Troop inom Royal Horse Artillery, tyckte att trupperna från Braunschweig på vardera sidan om honom var så rädda att han höll sitt batteri, bestående av sex nio-pundiga kanoner, i full funktion mot kavalleriet under hela dess stormning, till ett gott resultat.

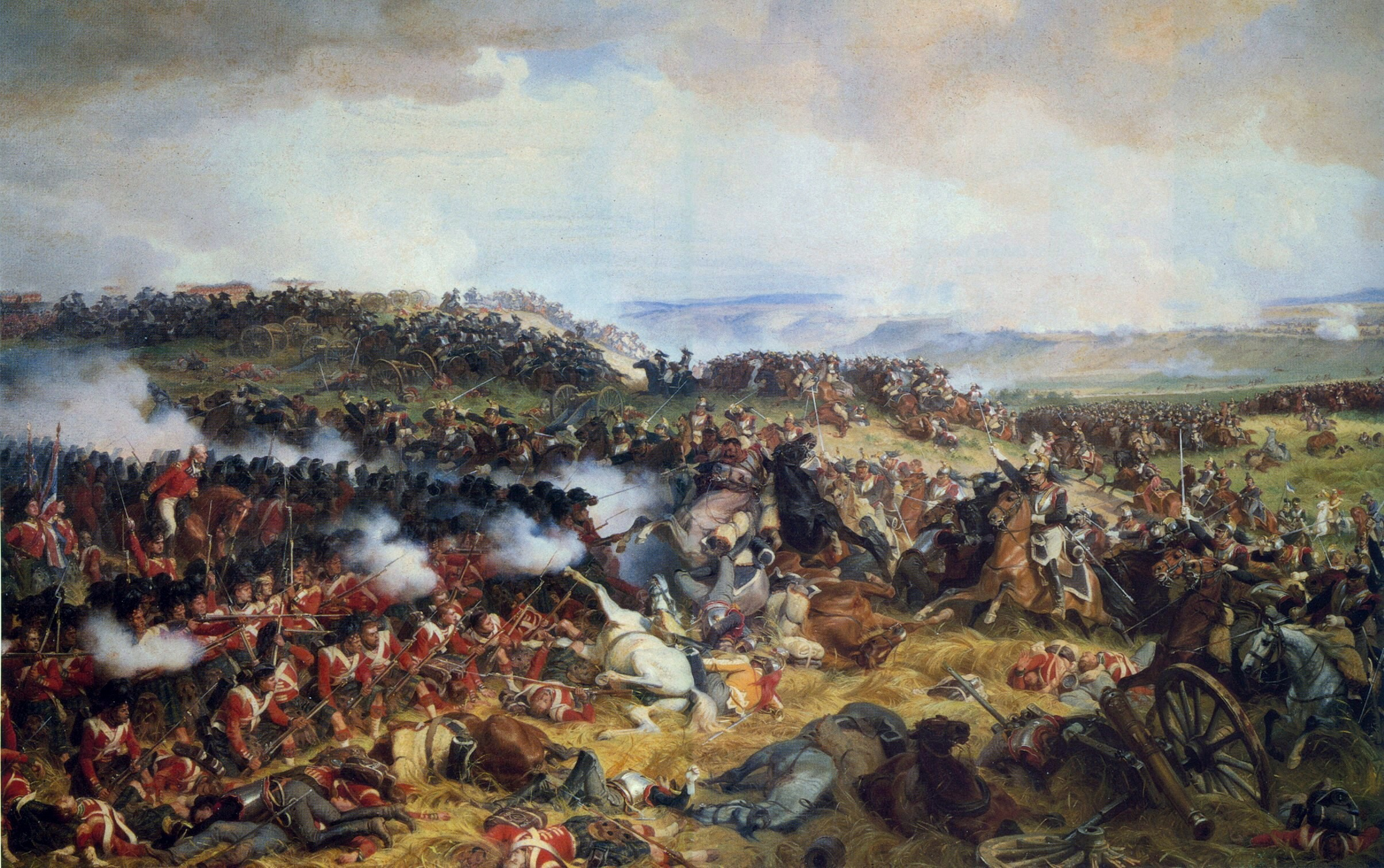
De franska kyrassiärerna anfaller de brittiska fyrkantsformationerna.

Av skäl som fortfarande är oklara gjordes inga försök att spika andra allierade kanoner medan de var i fransmännens händer. Artilleristerna, som följde Wellingtons order, kunde återvända till sina kanoner och beskjuta det franska kavalleriet när de drog sig tillbaka efter varje anfall. Efter många kostsamma men fruktlösa angrepp på åsen vid Mont-Saint-Jean blev det franska kavalleriet utmattat. Deras förluster är svårt att beräkna, men de högre franska kavalleriofficerarna, särskilt generalerna, led stora förluster. Fyra avdelningsbefälhavare och nio brigadgeneraler skadades, varav en brigadgeneral dog - bevis på deras mod och deras vana att leda trupper från fronten. Houssaye rapporterade illustrativt om att Grenadiers à Cheval bestod av 796 man av olika militärgrader den 15 juni, men bara 462 man den 19 juni, medan kejsarinnans dragoner under samma skede förlorade 416 av 816 man. Totalt hade Guyots tunga gardekavalleriavdelning förlorat 47 procent av sin styrka.

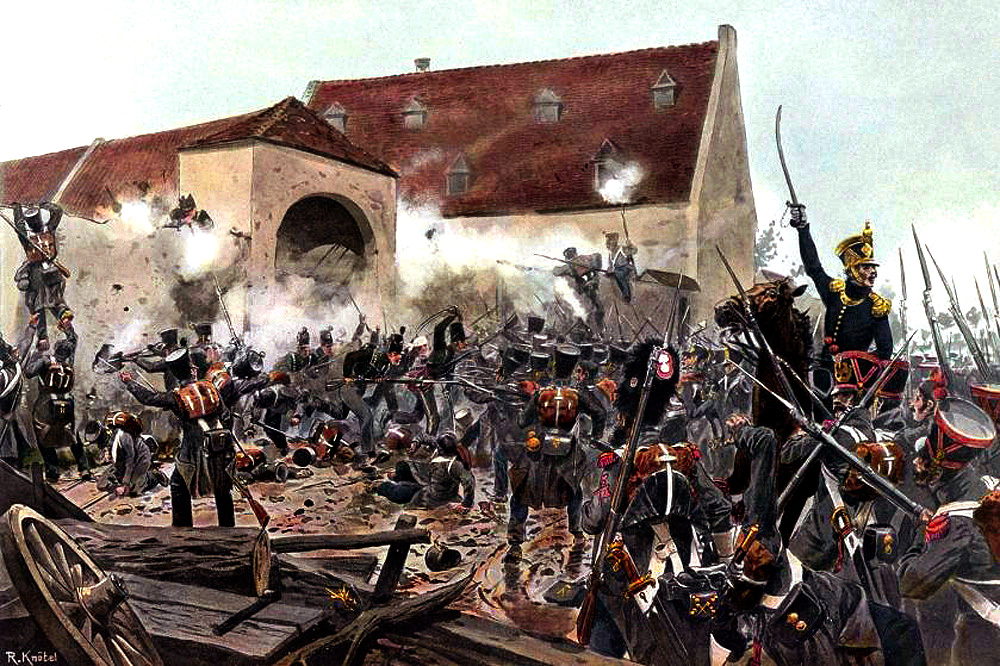
Stormningen av La Haye Sainte.

Så småningom blev det uppenbart, även för Ney, att kavalleriet ensamt åstadkom obetydligt. Han organiserade snart ett kombinerat anfall, med Bachelus avdelning och Tissons regemente av Foys avdelning från Reilles andra kår (cirka 6 500 fotsoldater) plus de franska ryttare som återstod och var dugliga för strid. Detta angrepp riktades längs ungefär samma rutt som de tidigare kavallerianfallen. Det stoppades av en stormning från Household brigades kavalleri ledda av Uxbridge. Det brittiska kavalleriet kunde dock inte bryta det franska infanteriet, och föll tillbaka med förluster från musketörernas beskjutning. Uxbridge antecknade att han försökte leda de nederländska karabinjärerna, under generalmajor Trip, för att förnya anfallet och att de vägrade att följa honom. Övriga medlemmar inom den brittiska kavalleristaben kommenterade också om denna händelse. Samtidigt var Bachelus och Tissons män och deras stödryttare hårt drabbade från artillerield och från Adams infanteribrigad, och blev då tvungna att dra sig tillbaka. Fastän det franska kavalleriet orsakade några direkta förluster mot Wellington center orsakade artillerielden mot hans infanterifyrkanter flera. Wellingtons hela kavalleri, med undantag för Sir John Vandeleurs och Sir Hussey Vivians brigader längst till vänster, hade deltagit i striden och tog stora förluster. Situationen verkade så desperat att Cumberlands husarer, det enda hannoverska kavalleriregementet som deltog i striden, flydde från slagfältet och spred larmet hela vägen till Bryssel.
Vid ungefär samma tidpunkt som Neys kombinerade angrepp på Wellingtons linjes mittersta högerflygel samlades delar av d'Erlons första kår, med den 13:e Légère i spetsen, och gjorde ett förnyat angrepp mot La Haye Sainte, som denna gång var mer framgångsrik (delvis eftersom försvararnas ammunition tog slut). Ney flyttade sedan sitt ridande artilleri upp mot Wellingtons center och började pulvrisera infanterifyrkanterna i kortdistans med karteschkulor. Detta förintade det 27:e (Inniskilling) regementet, och de 30:e och 73:e regementena led så stora förluster att de måste förenas för att skapa en robust fyrkant.

### Preussarnas ankomst

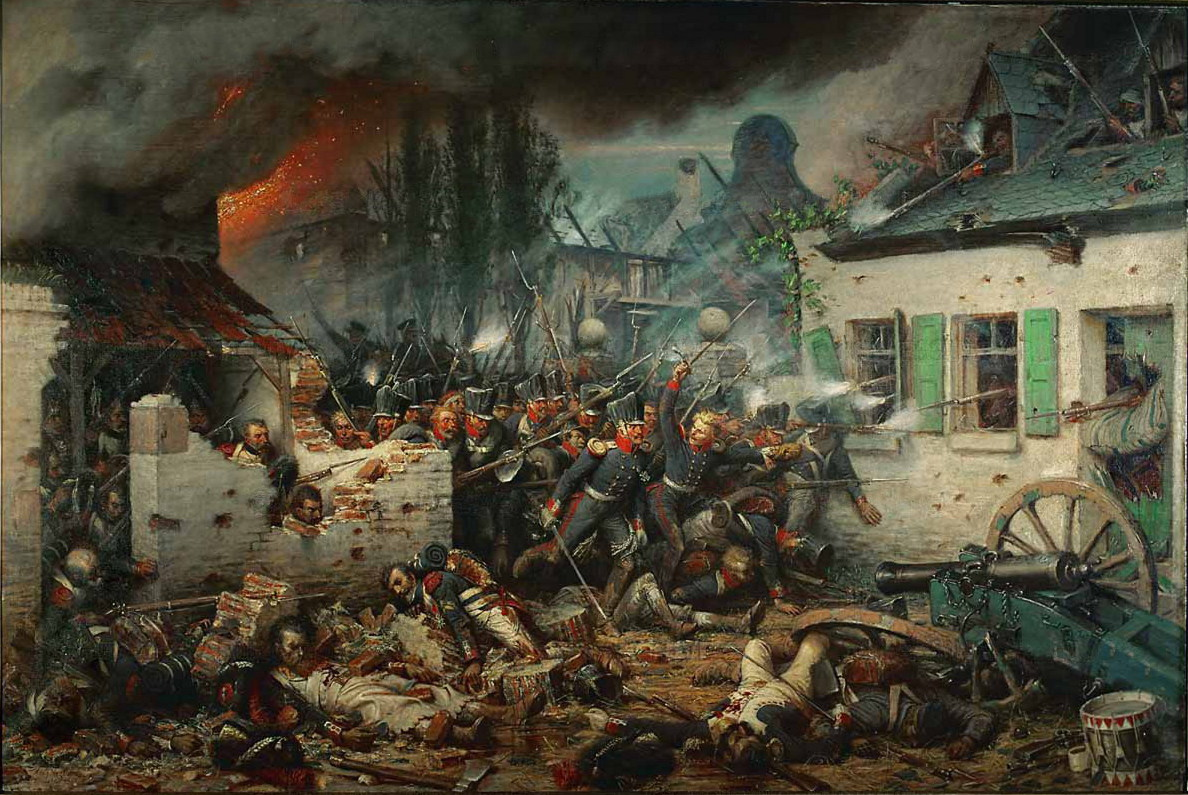
Preussarnas anfall mot Plancenoit. Målning av Adolf Northern.

Den första preussiska kåren som anlände till slagfältet var Bülows fjärde kår. Hans mål var Plancenoit, som preussarna tänkt använda som en språngbräda för att komma in i den bakre delen av de franska ställningarna. Blücher planerade att säkra sin högerflygel på Frichermont med Bois de Paris-vägen. Blücher och Wellington hade utväxlat bud sedan kl. 10.00 och kom överens om att Blücher ska verkställa denna framryckning på Frichermont ifall Wellingtons center skulle bli angripen. General Bülow noterade att vägen till Plancenoit låg öppen och att tiden var 16.30. Vid ungefär den här tiden, medan det franska kavallerianfallet var i full storm, utskickades den 15:e brigaden från den fjärde kåren för att ansluta sig till Nassaus soldater i Wellingtons vänstra flygel i området runt Frichermont-La Haie med brigadens hästartilleribatteri och ytterligare brigadartilleri som understöd. Napoleon gav order till Lobaus kår att bevaka resten av Bülows fjärde kår som fortsatte till Plancenoit. Den 15:e brigaden kastade bort Lobaus trupper från Frichermont med ett bajonettanfall, fortsatte sedan uppför Frichermonts kullar, pryglade de franska Chasseurs med 12-pundiga kanoner och pressade vidare för att nå Plancenoit. Detta fick Lobaus kår att retirera till området runt Plancenoit, och i själva verket körde Lobau förbi baksidan av Armee Du Nords högra flygel, vilket plötsligt hotade dess enda reträttlinje. Hillers 16:e brigad tryckte också fram med sex bataljoner mot Plancenoit. Napoleon hade skickat alla åtta bataljoner av det Unga gardet för att förstärka Lobau, som nu var allvarligt pressat. Det Unga gardet gjorde en motattack och efter mycket hårda strider lyckades säkra Plancenoit, men råkade själva ut för en motattack och drevs bort. Napoleon skickade två bataljoner av Mellan/Gamla gardet in till Plancenoit och efter våldsamma bajonettstrider - dessa var inte värdiga att avfyra sina musköter – lyckades denna styrka återta byn.

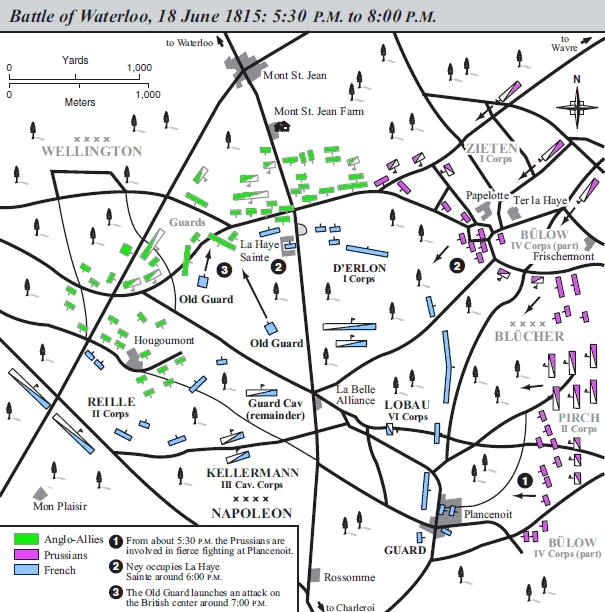
Slagets skede mellan kl. 17.30 - 20.00.

Under hela eftermiddagen hade Zietens första kår anlänt med en större styrka i området strax norr om La Haie. General Müffling, Wellingtons preussiska kontakt, red för att möta denna kår. Zieten hade vid denna tid skickat hans första brigad, men hade blivit berörd vid synen av eftersläntrare och förluster, från Nassaus trupper på Wellingtons vänstra flygel och från den preussiska 15:e brigaden. Dessa trupper föreföll sig dra sig tillbaka, och Zieten, som fruktade att hans egna trupper skulle gripas i en öppen reträtt, började röra sig bort från Wellingtons flygel och mot den preussiska huvudarmén nära Plancenoit. Müffling såg denna trupprörelse och övertalade Zieten att stödja Wellingtons vänstra flygel. Zieten återupptog sin marsch för att genast stödja Wellington, och ankomsten av hans trupper gav Wellington tid att förstärka sin sönderfallande center genom att flytta kavalleri från hans vänstra flygel. Den första kåren fortsatte att angripa de franska trupperna framför Papelotte och vid kl. 19.30 var den franska ställningen böjd och tog formen som en grov hästsko. Linjens gränser låg nu baserade på Hougoumont till vänster, Plancenoit till höger och La Haie i centern. Durutte intog ställningarna La Haie och Papelotte efter ett flertal anfall, men som nu måste retirera bakom Smohain utan att motsätta det preussiska 24:e regementet som återtog båda ställningarna. Det 24:e ryckte fram mot den nya franska ställningen, slogs tillbaka och gjorde ett förnyat anfall understödda av schlesiska Schützen (fältjägare) och F/1:a Landwehr. De franska trupperna började falla tillbaka innan det förnyade anfallet, men började nu på allvar att bestrida marken. De försökte återta Smohain och försvara åslinjen och de sista husen i Papelotte. Det 24:e regementet anslöts med en Highlander-bataljon på dess yttersta högerflygel och med stöd från det 13:e Landwehr-regementet och kavalleriet kastade fransmännen bort från dessa ställningar. Ytterligare anfall från det 13:e Landwehr och den 15:e brigaden drev fransmännen bort från Frichermont. Duruttes avdelning, som snart blev stormade av stora skvadroner från Zietens första kårs kavallerireserv, retirerade från slagfältet . Den första kåren ryckte sedan fram till Brysselvägen och mot fransmännens sista reträttlinje.

### Det franska kejserliga gardets anfall

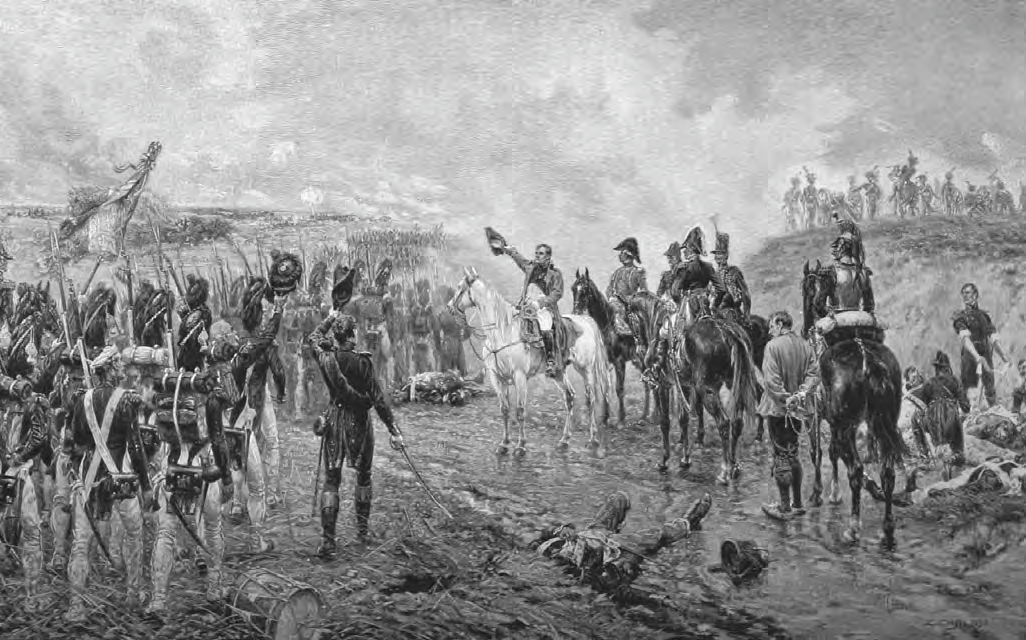
Napoleon talar till det Gamla gardet medan det förbereder sig att anfalla den anglo-allierade centern vid Waterloo.

Under tiden, med upptäckten av Wellingtons center som gick nerför La Haye Sainte, och med Plancenoitfronten tillfälligt stabiliserad, skickade Napoleon ut sin sista reserv, det hittills obesegrade kejserliga gardet. Detta angrepp, som bröt upp runt kl. 19.30, var avsedd att bryta igenom Wellingtons center och rulla upp hans linje bort från preussarna. Trots att det var en av de mest berömda vapenpassagerna i militärhistorien är det oklart om vilka enheter som faktiskt deltog. Det verkar som om den bestod av fem bataljoner inom Mellangardet, och inte av grenadjärer eller Chasseurs från det Gamla gardet.

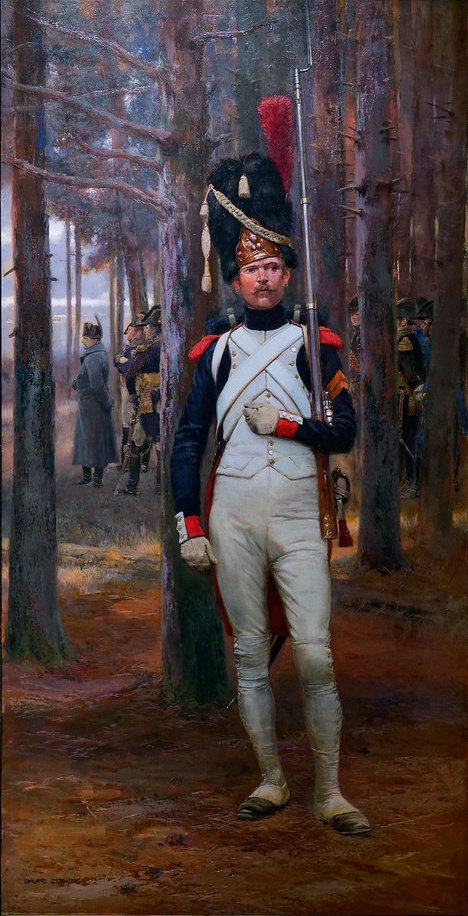
Grenadjär från det Gamla gardet. Målning av Édouard Detaille.

Man vet att tre bataljoner inom Gamla gardet gick vidare och bildade den andra attacklinjen, men de kvarstod i reserven och gjorde inga direkta anfall mot den allierade linjen. De cirka 3 000 gardisterna inom Mellangardet, som marscherade genom en skur av kartesch- och musketörseld, ryckte fram till väster om La Haye Sainte, och på så sätt delades upp i tre distinkta anfallsstyrkor. En anfallsstyrka, som bestod av två grenadjärbataljoner, besegrade Wellingtons första linje, bestående av brittiska, Brunswicks och Nassaus trupper, och marscherade vidare. Chassés förhållandevis friska holländska avdelning skickades mot dem och ett batteri av holländskt ridande artilleri, under befäl av kapten Krahmer de Bichin, sköt mot de segerrika franska grenadjärerna. Detta kunde ändå inte stoppa kejserliga gardets framryckning, så Chassé beordrade sin första brigad (överste Detmers) att storma de underlägsna franska trupperna med bajonetter, men detta misslyckades och stormningen avbröts.
Längre västerut hade 1 500 brittiska Foot Guards under Maitland lagt sig på marken för att skydda sig från det franska artilleriet. Medan två bataljoner av Chasseurs närmade sig, den andra delen av kejserliga gardets anfall, reste sig Maitlands gardister och sköt dem med skottsalvor på kort avstånd. Chasseurs utplacerades för att besvara elden, men började vackla. Ett bajonettanfall av Foot Guards slog dem. Den tredje delen, en Chasseurbataljon, kom nu som understöd. De brittiska gardisterna ryggade tillbaka förföljda av dessa Chasseurs, men den senare stoppades då det 52:e lätta infanteriet under John Colborne mullrades i linje på sin flygel och gjorde en förödande beskjutning mot dem, som sedan följdes med en stormning. Under denna anstormning blev de också nedslagna.

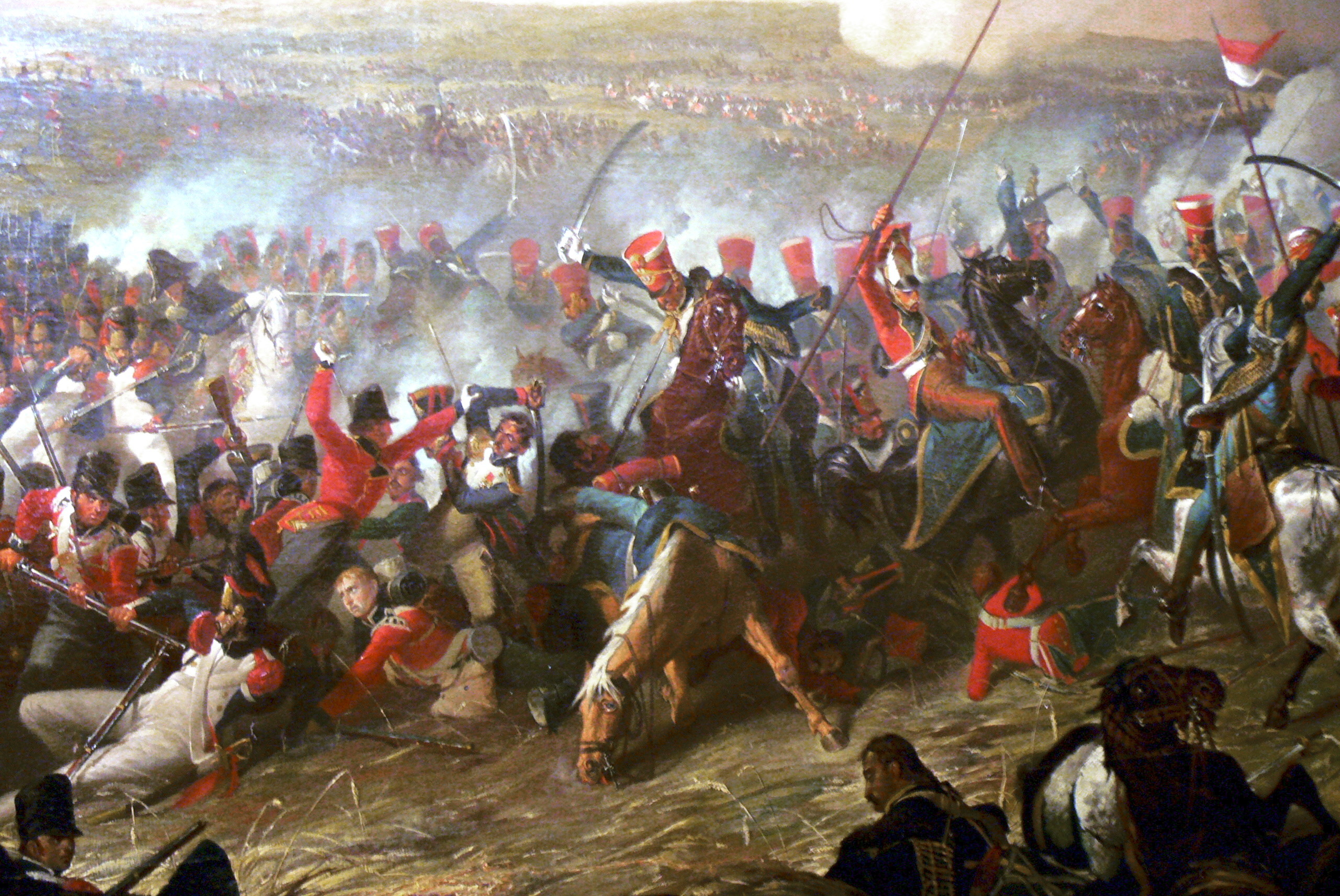
De brittiska 10:e husarerna anfaller de franska trupperna, inklusive kejserliga gardets grenadjärer.

De sista i gardet retirerade genast. Panik började sprida sig i de franska linjerna då den ofattbara nyheten hade spridits: "La Garde recule. Sauve qui peut!" ("Gardet retirerar. Rädda sig den som kan!"). Wellington stod nu upp i Copenhagens stigbyglar och viftade sin hatt i luften för att signalera en öppen framryckning. Hans soldater rusade fram från sina linjer och kastade sig över de retirerande franska trupperna.
De överlevande inom kejserliga gardet samlades vid sina tre reservbataljoner (vissa källor säger fyra) strax söder om La Haye Sainte för en sista strid. En stormning från Adams brigad och hannoverska Landwehr Osnabrück bataljonen, inklusive Vivians och Vandeleurs relativt friska kavalleribrigader på sin högerflygel, kastade dem i förvirring. De som stod kvar i de halvförenade trupperna retirerade mot La Belle Alliance. Det var under denna reträtt som några av gardisterna blev erbjudna kapitulation, vilket framkallade den berömda, dock tvivelaktiga, repliken "La Garde meurt, elle ne se rend pas!" ("Gardet dör, det ger sig inte!").

### Slutstriden

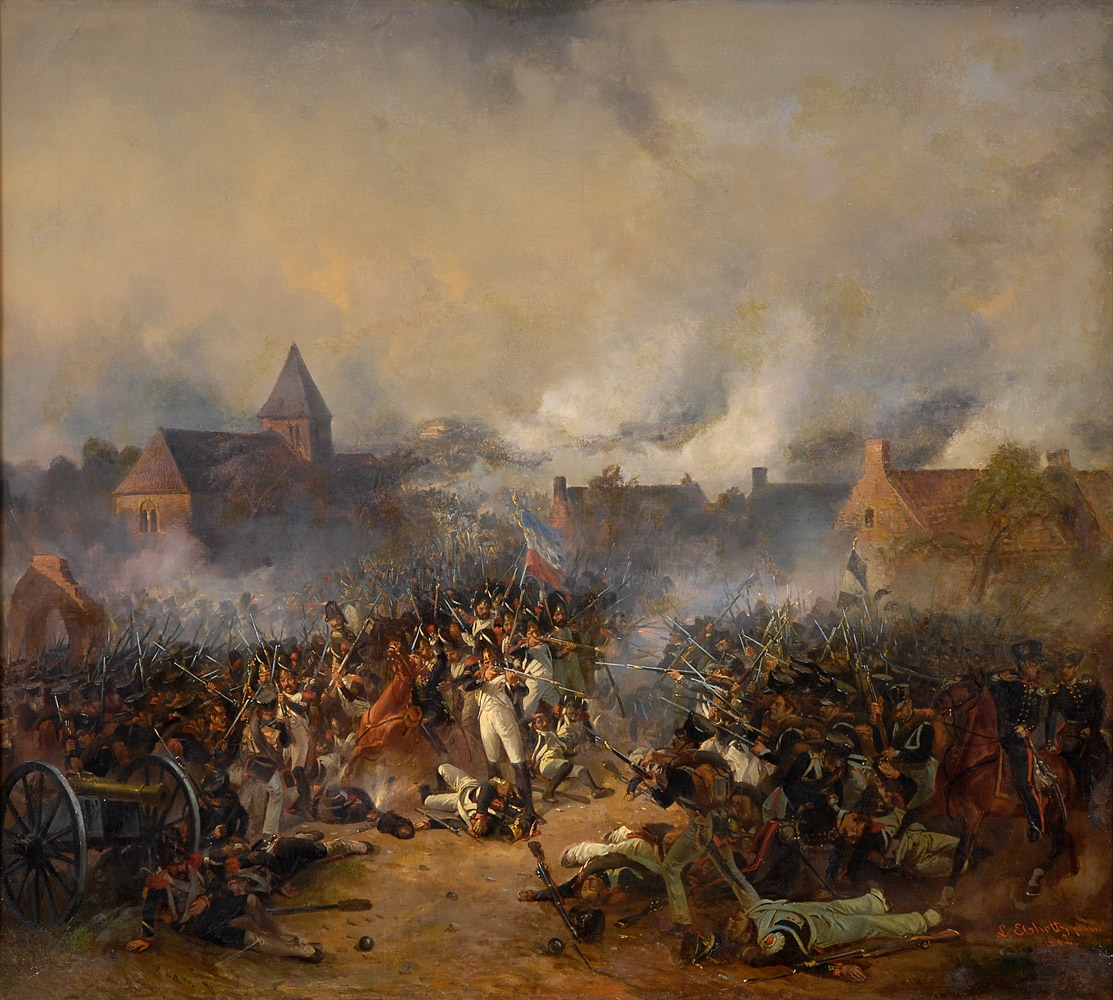
Stormningen av Plancenoit. Målning av Ludwig Elsholtz.

Vid ungefär samma tidpunkt började de preussiska 5:e, 14.e och 16:e brigaderna att pressa igenom Plancenoit, under dagens tredje angrepp. Kyrkan var nu satt i brand, medan dess kyrkogård - fransmännens motståndscenter - hade lik utspridda "som av en stormvind". Fem gardesbataljoner utplacerades till stöd för Unga gardet. Så gott som alla deltog nu i försvaret, tillsammans med resterna av Lobaus kår. Nyckeln till Plancenoits ställning visade sig vara Chanteletskogen i söder. Pirchs andra kår hade kommit med två brigader och förstärkte den fjärde kårens anfall genom att rycka fram genom skogen. Det 25:e regementets musketörbataljoner kastade 1/2e grenadjärer (Gamla gardet) bort från Chanteletskogen, omringade Plancenoit och tvingade försvararna till reträtt. Gamla gardet retirerade i god ordning tills de träffade åtskilliga soldater som retirerade i panik och blev också delaktiga i deras flykt. Den preussiska fjärde kåren ryckte fram bortom Plancenoit för att hitta ett flertal fransmän som retirerade i oordning förföljda av den brittiska armén. Preussarna kunde inte skjuta mot dessa av rädsla att råka träffa Wellingtons trupper. Detta var den femte och sista gången som Plancenoit blev utväxlat. De franska trupper som inte drog sig tillbaka med gardet blev omringade i sina ställningar och slogs ut och ingendera sidan bad om eller erbjöd någon nåd. Det franska Unga gardet rapporterade att 96 procent av deras manskap dödades och sårades, och två tredjedelar av Lobaus kår upphörde att existera.

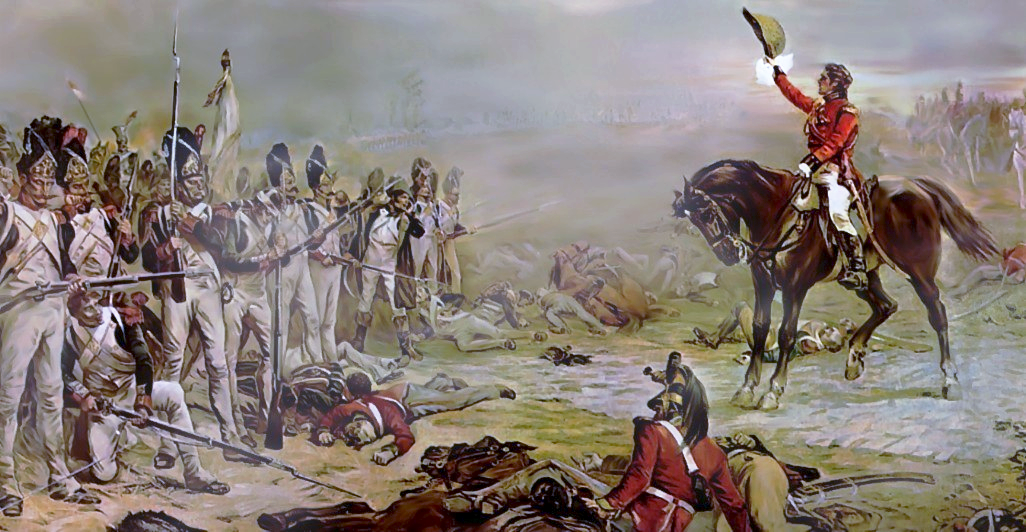
General Hill ber de sista resterna av det franska kejserliga gardet att kapitulera sig.

Den franska centern, vänster- och högerflygeln hade nu fallit samman. Den sista förenande franska styrkan bestod av två bataljoner av Gamla gardet förlagda runt La Belle Alliance, Napoleons sista reserv och personliga livvakt. Han hoppades att kunna samla den franska armén bakom sig, men när deras reträtt förvandlades till en vild flykt blev Napoleon också tvungen att dra sig tillbaka. De två bataljonerna av Gamla gardet formerades i fyrkantsformationer på vardera sidan om La Belle Alliance för att skydda sig mot koalitionstruppernas kavalleri. Napoleon, som fram till dess var övertygad om att slaget var förlorat och att han borde lämna slagfältet, tog befälet över fyrkanten till vänster om värdshuset. Adams brigad stormade och pressade tillbaka denna fyrkant, medan preussarna angrep den andra. När skymningen kom drog sig båda fyrkanterna tillbaka i relativt god ordning, men det franska artilleriet och allt annat föll i de allierades händer. De retirerande gardisterna var omgivna av tusentals flyende, förkrossade franska trupper. Koalitionens kavalleri härjade de flyende trupperna till omkring kl. 23.00, och Gneisenau drev dem ända bort till Genappe, innan han beordrade sina trupper att göra halt. Där blev Napoleons övergivna vagn erövrad. Den innehöll fortfarande hans diamanter, som låg kvar efter flykten. Dessa blev en del av kung Fredrik Vilhelm III av Preussens kronjuveler. En major, vid namn Keller av F/15:e, fick Pour le Mérite med eklöv för sin bedrift. Vid denna tid hade också 78 kanoner och 2 000 fransmän tillfångatagits, inklusive många generaler.
Historikern Peter Hofschröer hade skrivit att Wellington och Blücher träffades vid Genappe runt kl. 22.00, vilket betecknade slagets slut. Andra källor hade antecknat att mötet ägde rum runt kl. 21.00 nära Napoleons tidigare högkvarter i La Belle Alliance.

## Slagets följder

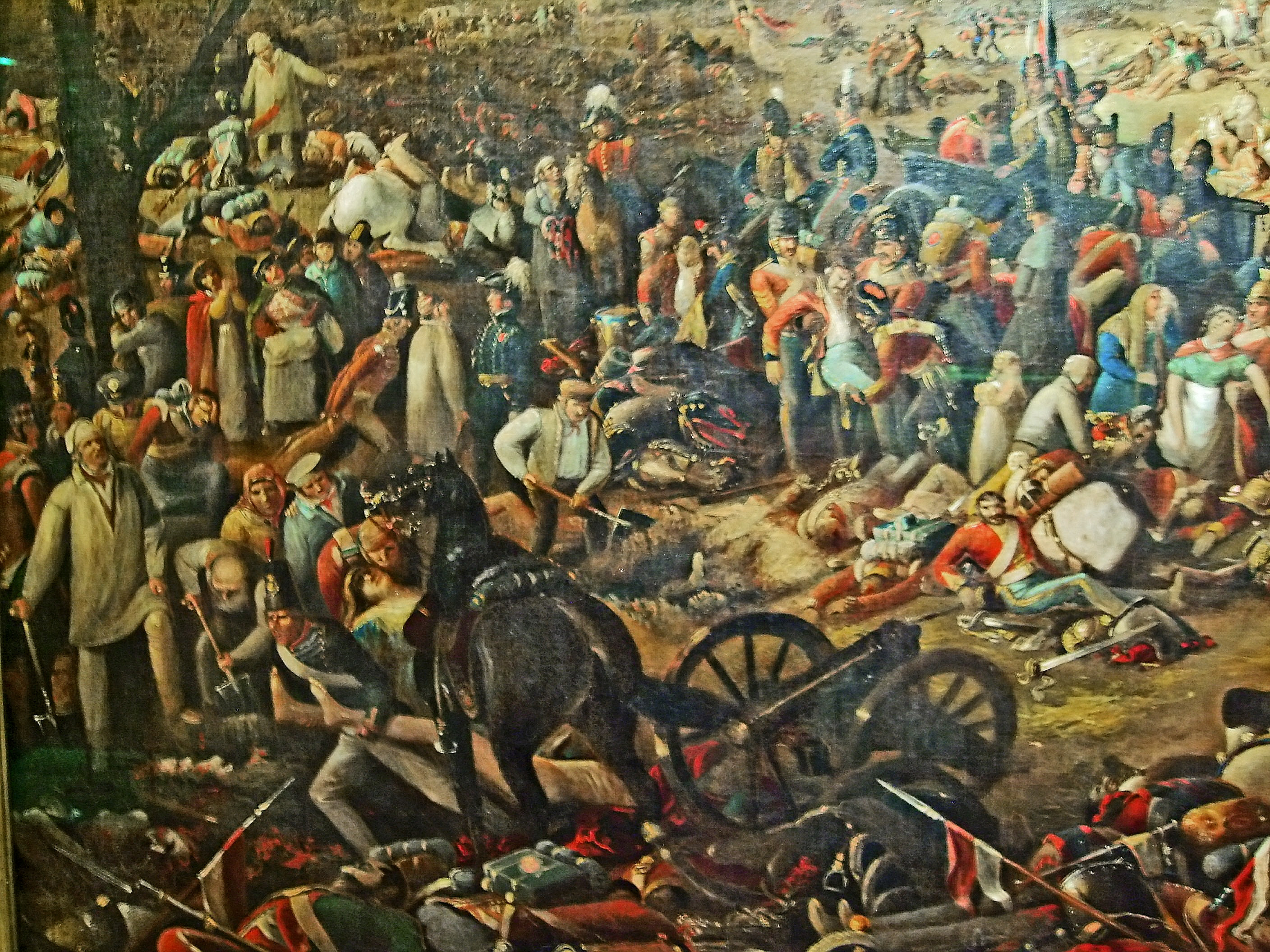
Morgonen efter slaget vid Waterloo. Målning av John Heaviside Clark.

Slaget vid Waterloo kostade Wellington omkring 15 000 döda eller sårade soldater, och Blücher cirka 7 000 (av vilka 810 soldater drabbades från en enda enhet, det 18:e regementet, som tjänstgjorde i Bülows 15:e brigad och hade kämpat i både Fichermont och Plancenoit, vilket gav dem 33 järnkors). Napoleon förlorade 25 000 döda eller sårade soldater och 8 000 tillfångatagna.

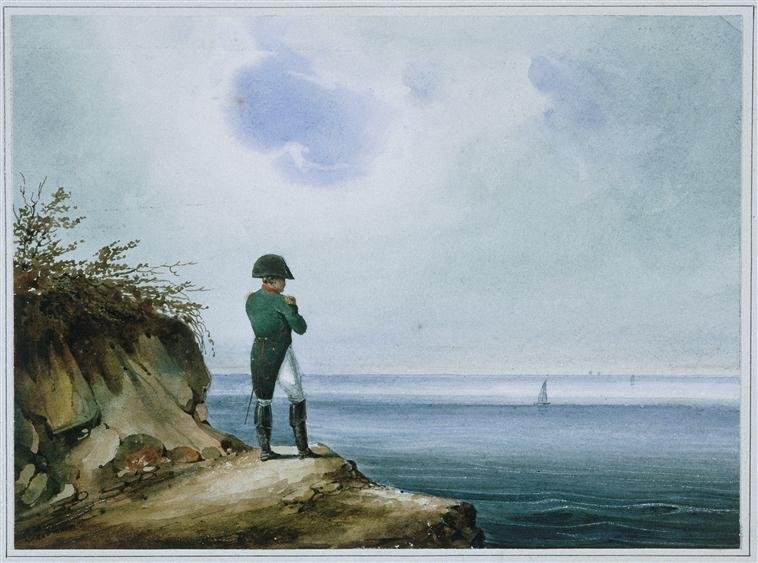
Napoleon I på Sankt Helena. Målning av Francois-Joseph Sandmann.

Klockan 10.30 den 19 juni lyckades general Grouchy, som fortfarande följde sina order, besegra general Thielemann i slaget vid Wavre och drog sig tillbaka i god ordning men till priset av 33 000 franska soldater som aldrig kunde nå slagfältet vid Waterloo. Wellington skickade sin officiella stridsrapport till England den 19 juni 1815, som anlände till London den 21 juni 1815 och publicerades av The London Gazette den 22 juni. Wellington, Blücher och de övriga koalitionsstyrkorna ryckte fram mot Paris. Napoleon tillkännagav sin andra abdikation den 24 juni 1815. I den allra sista småstriden i Napoleonkrigen blev marskalk Davout, Napoleons krigsminister, besegrad av Blücher vid Issy den 3 juli 1815. Enligt uppgift försökte Napoleon fly till Nordamerika, men brittiska Royal Navy blockerade Frankrikes hamnar för att förebygga en sådan handling. Han kapitulerade slutligen till kapten Frederick Maitland av HMS Bellerophon den 15 juli. Det pågick fortfarande ett fälttåg mot franska fästningar; Longwy kapitulerade den 13 september 1815 och var den sista som gjorde detta. Parisfreden undertecknades den 20 november 1815. Ludvig XVIII återställdes till Frankrikes tron, och Napoleon landsförvisades till Sankt Helena, där han avled den 5 maj 1821.
Maitlands första Foot Guards, som hade besegrat det franska kejserliga gardets Chasseurs, föreföll ha besegrat grenadjärerna; som ett erkännande för deras bedrift tilldelades de titeln Grenadier Guards, och satte björnskinn på sina uniformer i stil med de som de franska grenadjärerna bar på. Det brittiska Household Cavalry mottog också denna brynja år 1821 som ett erkännande för sina framgångar mot de franska ryttarna. Deras lansars styrka sågs av alla deltagare i striden och vapnet blev senare mer utbrett över hela Europa. Britterna ombildade sitt första lätta kavalleriregemente till lansiärer år 1816. Deras uniformer, av polskt ursprung, var baserade på de uniformer som bars av det franska kejserliga gardets lansiärer.

## I populärkultur
Slaget vid Waterloo är ett av de mer berömda i krigshistorien, och har fått flera populärkulturella referenser. 1974 vann sången Waterloo av den svenska popgruppen Abba, med referenser till slaget, såväl Melodifestivalen som Eurovision Song Contest. En referens i TV-serien Bert (1994) är då Torleifs lillasyster i avsnittet "Det viktiga är inte att kämpa väl utan att vinna" felaktigt påstår att "Waterloo var ju 1812, Gud vad dum du är Torleif!" då Torleifs familj spelar ett frågesportkortspel. Victor Hugo ägnar flera kapitel av romanen Samhällets olycksbarn åt slaget vid Waterloo.